# Ičiró Hatojama
Ičiró Hatojama (japonsky 鳩山 一郎, Hatojama Ičiró; 1. ledna 1883 – 7. března 1959) byl japonský politik pocházející z tradiční politické rodiny. V letech 1954–1956 byl premiérem Japonska. V letech 1931–1934 ministrem školství.

## Život
Po druhé světové válce měl zákaz činnosti ve veřejné správě, pro svou spolupráci s autoritativním militaristickým předválečným režimem. Do politického života se směl vrátit roku 1951.
Ve funkci premiéra obnovil diplomatické vztahy se Sovětským svazem.
Dokumenty americké tajné služby CIA, odtajněné roku 2005 a zveřejněné roku 2007, ukázaly, že roku 1952 skupina japonských nacionalistů připravovala atentát na premiéra Šigeru Jošidu a chtěla do čela ultrapravicového kabinetu postavit právě Hatojamu. Není však jasné, zda o tom Hatojama věděl.
Byl baptistický křesťan. Jeho syn Ičiró byl ministrem zahraničí v letech 1976–1977, jeho vnuk Jukio premiérem Japonska od roku 2009.